# Gmach Stowarzyszenia Techników w Warszawie
Gmach Stowarzyszenia Techników Polskich, zwany Warszawskim Domem Technika – budynek wzniesiony w latach 1903-1905 na potrzeby Stowarzyszenia Techników Polskich, mieszczący się przy ul. T. Czackiego 3/5. Obecnie siedziba Naczelnej Organizacji Technicznej.

## Historia
Dnia 8 marca w 1901 Rada Stowarzyszenia Techników zadecydowała o budowie gmachu przeznaczonego dla potrzeb Stowarzyszenia. W tym celu powołano dwie komisje. Jedna miała opracować koncepcję architektoniczną gmachu (w jej skład wchodzili przedstawiciele rady Piotr Drzewiecki i Aleksander Henryk de Rosset oraz architekci Władysław Marconi i Bronisław Rogóyski), druga, składająca się z 30 członków, zajmowała się stroną finansową przedsięwzięcia. W pobliżu traktu królewskiego, przy ulicy Włodzimierzowskiej 3/5 (od roku 1919 przemianowanej na ulicę Tadeusza Czackiego), 5 czerwca 1901 za kwotę 120 tys. rubli zakupiono działkę budowlaną o powierzchni 2100 m².
W Stowarzyszeniu przeprowadzono konkurs na budowę siedziby. W wyniku dwustopniowego konkursu do realizacji dopuszczono projekt inż. arch. Jana Fijałkowskiego. Główny wykonawca, Biuro Architektoniczno-Budowlane "Rogóyski, Bracia Horn i Rupniewicz" rozpoczęło budowę 31 lipca 1903 roku. We wrześniu uroczyście złożono kamień węgielny pod inwestycję, którą zakończono 25 listopada 1905 roku.
Równolegle z budową obiektu opracowywano wystrój wewnętrzny i zewnętrzny gmachu. Rzeźbiarz Zygmunt Otto wykonał projekt trzech symbolicznych rzeźb na fasadzie budynku. Na szczycie umiejscowił postaci Dedala i Ikara. Nad głównym wejściem, na wysokości drugiego piętra ustawił dwie rzeźby: Archimedesa i kobietę z promieniami radu, symbolizujących przeszłość i przyszłość. W kartuszu nad wejściem do budynku umieszczono napis łaciński: ARTIBUS TECHNICIS MCMIV.
Najważniejszym elementem wystroju wewnętrznego był plafon na głównej klatce schodowej, przedstawiający pochód ludzkości w ogniu rewolucji ku lepszej przyszłości pt. Odrodzenie autorstwa Stanisława Bohusz-Siestrzeńcewicza. W czasie II wojny światowej spłonęło trzecie i czwarte piętro. Po upadku powstania warszawskiego Niemcy podpalili pozostałą część gmachu. Zniszczeniu uległo bogate wyposażenie wnętrz i dekoracja sztukatorska, zawaliły się stropy i ściany działowe.
Po zakończeniu wojny polscy inżynierowie podjęli się rekonstrukcji Domu Technika, który 18 listopada 1948 roku na swoją siedzibę przejęła Naczelna Organizacja Techniczna (NOT), zarządzająca obiektem do chwili obecnej.
W latach 1968–2003 gmach zmodernizowano, wewnątrz wyposażając go w nowoczesne systemy akustyczne i klimatyzacyjne.

## Opis
W gmachu rozpoczęły działania wydziały Stowarzyszenia posiedzeń technicznych, kotłów i motorów, pośrednictwa pracy, szkolnictwa technicznego, komitet gospodarczy, kasa techników, słownictwa technicznego, urządzeń zdrowotnych, techniki wojennej, komitet biblioteczny, komitet do spraw samorządu, komitet informacyjny dla młodzieży wyjeżdżającej w celu kształcenia się w zawodzie technicznym, wydawnictw technicznych, użyteczności publicznej, dróg lądowo-wodnych, komisja szkolna, biuro informacyjne o źródłach wytwórczości, rada naukowo-techniczna.
W ramach Stowarzyszenia Techników Polskich działały koła: architektów, chemików ogrzewników, pracy społecznej, inżynierów cywilnych oraz absolwentów poszczególnych uczelni, elektroników, przemysłowo-ekonomiczne górników i hutników, inżynierów mierniczych, inżynierów bezpieczeństwa pracy, melioracyjne, mechaników, cukrowników, inżynierów dróg i mostów, inżynierów doradców, inżynierów rzeczoznawców.